# High School Musical Hits Remixed
High School Musical Hits Remixed es el primer álbum de remezclas de High School Musical. Lanzado el 11 de diciembre de 2007 exclusivamente en Wal-Mart. Cuenta con remezclas de las canciones más populares de ambas bandas sonoras High School Musical y High School Musical 2. Esta idea se repetiría más tarde con Hannah Montana: Hits Remixed.

## Lista de canciones
| High School Musical Hits Remixed |                                        |          |  |
| N.º                              | Título                                 | Duración |  |
| 1.                               | «Bet On It» (Remix)                    |          |  |
| 2.                               | «Fabulous» (Remix)                     |          |  |
| 3.                               | «Breaking Free» (Remix)                |          |  |
| 4.                               | «Bop To The Top» (Remix)               |          |  |
| 5.                               | «I Don't Dance» (Remix)                |          |  |
| 6.                               | «I Can't Take My Eyes Off You» (Remix) |          |  |
| 7.                               | «Humuhumunukunukuapua'a» (Remix)       |          |  |
| 8.                               | «We're All In This Together» (Remix)   |          |  |